# Cephaloscyllium sufflans
Cephaloscyllium sufflans es una especie de peces de la familia Scyliorhinidae en el orden de los Carcharhiniformes.

## Morfología
• Los machos pueden llegar alcanzar los 110 cm de longitud total.

## Reproducción
Es ovíparo.

## Hábitat
Es un pez de mar y de clima tropical que vive entre 40-600 m de profundidad.

## Distribución geográfica
Se encuentra en Mozambique y Sudáfrica (KwaZulu-Natal ).